# Frente Laboral del Pueblo Alemán en Eslovaquia
El Frente Laboral del Pueblo Alemán en Eslovaquia (en alemán: Arbeitsfront der Volksdeutschen in der Slowakei, abreviado AdV) era una organización de trabajadores de etnia alemana en la Eslovaquia de la Segunda Guerra Mundial. El AdV se inspiró en el Frente Alemán del Trabajo (DAF) de la Alemania nazi. El AdV se formó el 26 de noviembre de 1940, en sustitución de los anteriores sindicatos alemanes en Eslovaquia. Los líderes del AdV recibieron formación en el centro de formación del DAF en Schwechat.
En 1943, el AdV afirmó tener más de 33.000 miembros.